# Porsche 695

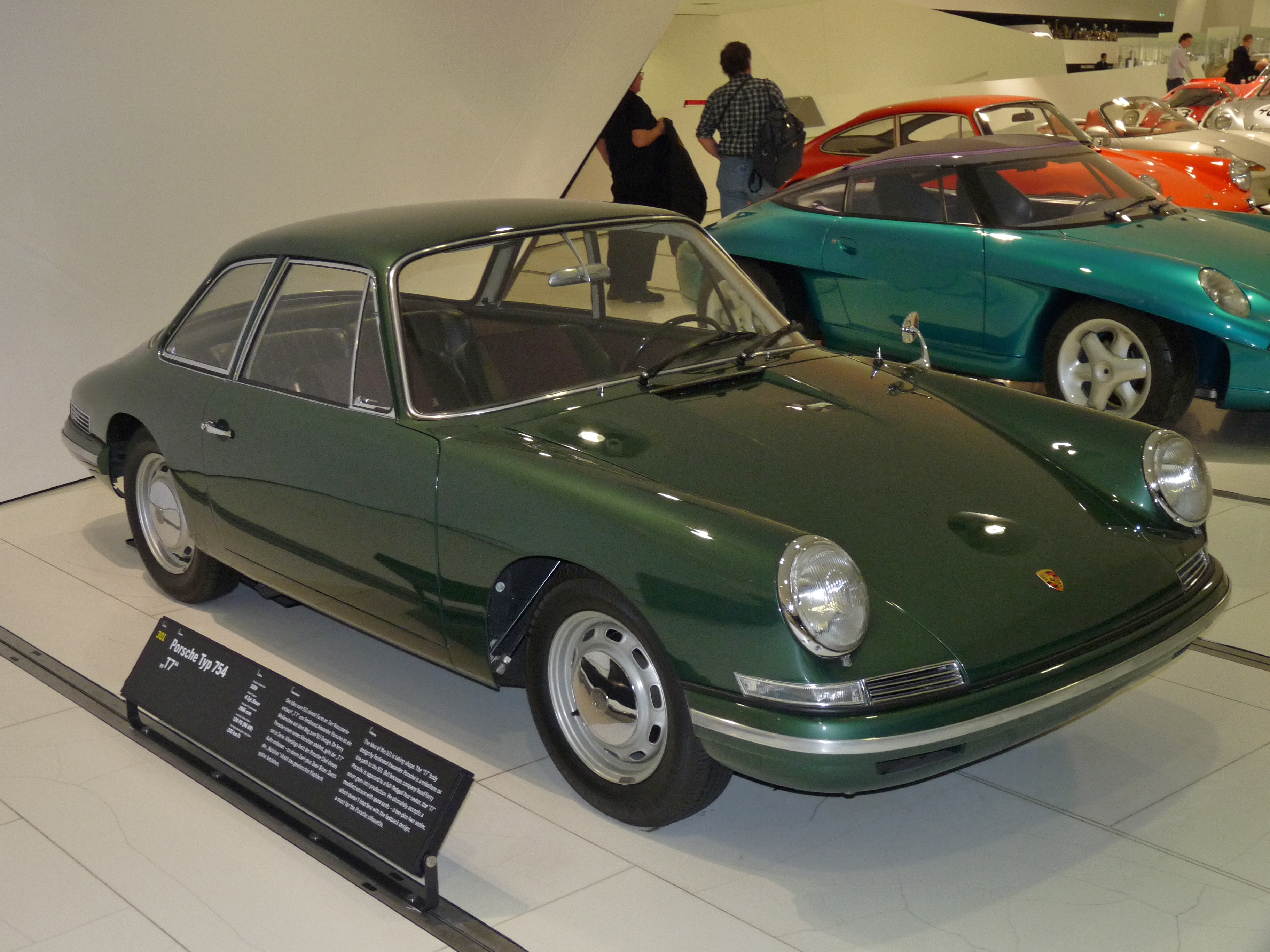
Prototipo del Porsche 754 T7.

El Porsche 695, también conocido como prototipo T7, es un automóvil de Porsche. Fue un prototipo construido en 1961 y que más tarde se convertiría en el Porsche 911. El frontal es muy parecido al del 911, pero la parte trasera es algo diferente. El 695 fue desarrollado a partir del Porsche 356 por  Ferdinand Alexander Porsche, y tiene una distancia entre ejes de 100 mm más larga (en los primeros diseños era 300 mm más larga). Su velocidad máxima es de 200 km/h.